# 第20回トロント映画批評家協会賞
20th TFCA Awards

2016年12月11日

作品賞: 

 ムーンライト 
第20回トロント映画批評家協会賞は、2016年12月11日に発表された。

## 受賞一覧

### 作品賞
- 受賞：『ムーンライト』
  - 次点：『マンチェスター・バイ・ザ・シー』、『ありがとう、トニ・エルドマン』

### カナダ作品賞
- 受賞：『The Stairs』
  - 次点：『Operation Avalanche』、『How Heavy This Hammer』

### 監督賞
- 受賞：マーレン・アデ - 『ありがとう、トニ・エルドマン』
  - 次点：デイミアン・チャゼル - 『ラ・ラ・ランド』、バリー・ジェンキンス - 『ムーンライト』

### 主演男優賞
- 受賞：アダム・ドライバー - 『パターソン』
  - 次点：ケイシー・アフレック - 『マンチェスター・バイ・ザ・シー』、ペーター・ジモニシェック - 『ありがとう、トニ・エルドマン』

### 主演女優賞
- 受賞：ザンドラ・ヒュラー - 『ありがとう、トニ・エルドマン』
  - 次点：レベッカ・ホール - 『Christine』、ナタリー・ポートマン - 『ジャッキー/ファーストレディ 最後の使命』、イザベル・ユペール - 『エル ELLE』

### 助演男優賞
- 受賞：マハーシャラ・アリ - 『ムーンライト』
  - 次点：レイフ・ファインズ - 『胸騒ぎのシチリア』、マイケル・シャノン - 『ノクターナル・アニマルズ』

### 助演女優賞
- 受賞：ミシェル・ウィリアムズ - 『マンチェスター・バイ・ザ・シー』
  - 次点：ヴィオラ・デイヴィス - 『フェンス』、ナオミ・ハリス - 『ムーンライト』

### 脚本賞
- 受賞：ケネス・ロナーガン - 『マンチェスター・バイ・ザ・シー』
  - 次点：バリー・ジェンキンス - 『ムーンライト』、マーレン・アデ - 『ありがとう、トニ・エルドマン』

### 新人賞
- 受賞：アレックス・ガーランド - 『エクス・マキナ』
  - 次点：ダニエルズ - 『スイス・アーミー・マン』、ケリー・フレモン・クレイグ - 『スウィート17モンスター』

### 外国映画賞
- 受賞：『ありがとう、トニ・エルドマン』
  - 次点：『お嬢さん』、『エル ELLE』

### アニメーション映画賞
- 受賞：『ズートピア』
  - 次点：『レッドタートル ある島の物語』、『KUBO/クボ 二本の弦の秘密』

### ドキュメンタリー映画賞
- 受賞：『Cameraperon』
  - 次点：『海は燃えている〜イタリア最南端の小さな島〜』、『The Stairs』